# 전라남도담양교육지원청
전라남도담양교육지원청(全羅南道潭陽敎育支援廳, Damyang Office of Education)은 전라남도 담양군을 관할하는 전라남도교육청 산하 교육지원청이다.
교육장은 장학관으로 보한다.

## 산하 기관

### 유치원
| - 에덴유치원 |

### 초등학교 (병설유치원과 같음)
| - 고서초등학교 - 금성초등학교 - 남면초등학교 - 담양남초등학교 | - 담양동초등학교 - 담주초등학교 - 만덕초등학교 - 무정초등학교 | - 봉산초등학교 - 수북초등학교 - 용면초등학교 - 월산초등학교 | - 창평초등학교 - 한재초등학교 |

### 중학교
| - 담양고서중학교 - 담양금성중학교 | - 담양수북중학교 - 담양여자중학교(공립 여학교) | - 담양중학교(공립 남학교) - 창평중학교 | - 한재중학교 |

### 고등학교 (남녀공학 전환)
| - 담양고등학교 - 담양공업고등학교 | - 창평고등학교 - 한빛고등학교 |